# Dominica Leoni
Dominica Leoni, född 28 februari 1980 nära Prag i Tjeckoslovakien, är en tjeckisk skådespelare i såväl tysk som amerikansk pornografisk film, som medverkat i över 140 filmer sedan debuten 1999.